# Szparagi Rommla
Szparagi Rommla (niem. Rommelspargel) – określenie zapór przeciwdesantowych zaprojektowanych przez niemieckiego feldmarszałka Erwina Rommla lub jego sztab podczas II wojny światowej.

## Historia
Feldmarszałek Erwin Rommel, który objął stanowisko głównodowodzącego Grupy Armii B w lipcu 1943 roku, dowodził także niemieckimi jednostkami Wału Atlantyckiego na wybrzeżu Oceanu Atlantyckiego i kanału La Manche, od granicy niemiecko-holenderskiej po Loarę. Już wcześniej, jako dowódca Afrika Korps, doświadczył przytłaczającej wyższości materialnej zachodnich aliantów i walki pod ich panującą przewagą powietrzną na północnoafrykańskim teatrze działań wojennych. W rezultacie doszedł do wniosku, że należy za wszelką cenę zapobiec lądowaniu aliantów na kontynencie europejskim. Zlecił więc inspekcję fortyfikacji, często osobiście biorąc udział w wycieczkach inspekcyjnych i uznając, że należy znacznie szybciej i mocniej rozbudowywać niemieckie umocnienia. 
Niemcy zdawali sobie sprawę, że duża operacja desantowa mogłaby i prawdopodobnie obejmowałaby również wojska powietrznodesantowe i szybowce. Przeciwko tego typu atakom przeznaczono wystające z ziemi drewniane pale na otwartych przestrzeniach połączone ze sobą drutem, wyglądem przypominające szparagi. Dlatego też termin „szparagi Rommla” szybko stał się nazwą powszechną.

## Opis
Erwin Rommel rozkazał aby wzdłuż śródlądowych pól i łąk, na których mogłyby lądować alianckie szybowce, wbić wystające w górę drewniane pale o średnicy od 15 do 30 centymetrów i wysokości od 2 do 4 metrów. Na każdy jeden kilometr kwadratowy miało przypadać około 1000 takich umocnień. Drewniane pale miały być wykonane z pni lub bardzo grubych gałęzi drzew. Wierzchołki pali były często połączone drutami, a co trzeci z nich miał na wierzchu minę lub granat. Oprócz pni lub gałęzi drzew używano do tego samego celu także stalowych szyn.
„Szparagi” nie były jedyną taktyką stosowaną przez Rommla przeciwko alianckim spadochroniarzom. Nakazał też zalanie niektórych pól, aby szybowce i spadochroniarze utonęli, lądując w wodzie. Rozkazał załogom karabinów maszynowych osłaniać wyjścia z pól, które były ograniczone mieszanym terenem rzędów drzew i pastwisk zwanego bocage, tak aby spadochroniarze znaleźli się pod ostrzałem, gdy wyruszą z miejsca lądowania. Bocage stanowiły największe zagrożenie dla bezpiecznego lądowania szybowców i spowodowały więcej ofiar niż „szparagi Rommla”. 
Erwin Rommel poinformował po wizycie inspekcyjnej w kwietniu 1944 roku, że „budowa przeszkód przeciw spadochroniarzom poczyniła ogromne postępy w wielu dywizjach. Na przykład jedna dywizja wzniosła prawie 300 000 słupów, a jeden korpus ponad 900 000”. Rommel podkreślił, że „samo wznoszenie palików nie czyni przeszkód kompletnymi; paliki muszą być połączone razem, a pociski artyleryjskie i miny przymocowane do nich... Nadal będzie możliwe, aby uwiązane bydło pasło się pod tymi zaminowanymi przeszkodami”.

## Użycie operacyjne

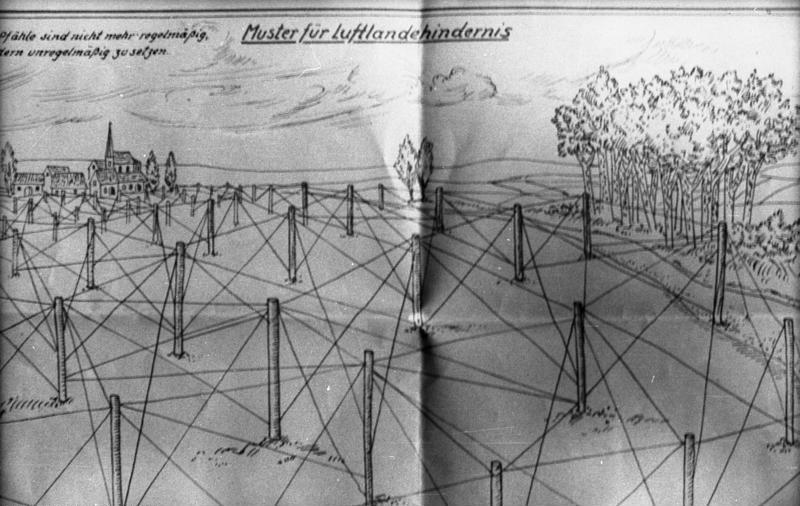
Szkic Rommla przedstawiający jak mają wyglądać „szparagi”

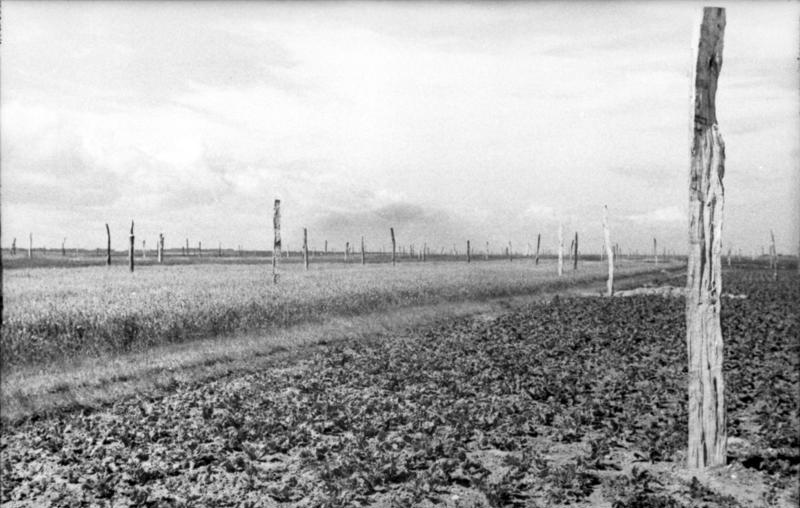
Szparagi Rommla we Francji

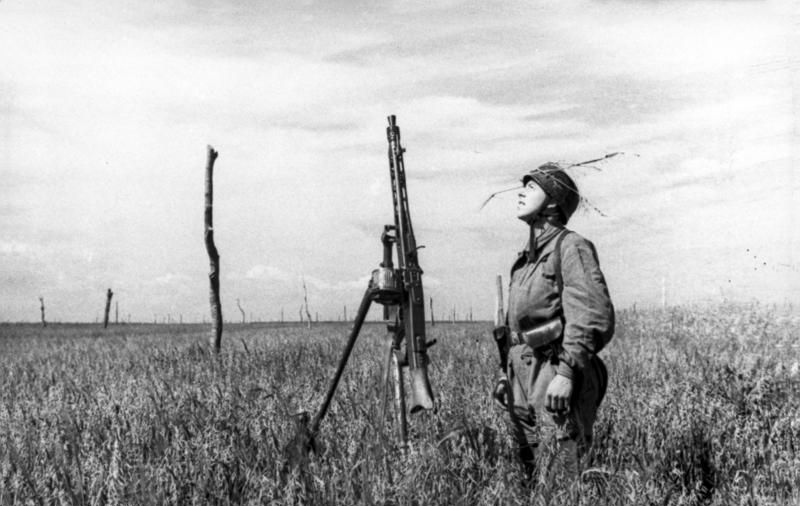
Niemiecki spadochroniarz z MG 42 obok szparagów Rommla

### Lądowanie w Normandii
Od lutego 1944 roku alianckie rekonesanse lotnicze wykazały rosnącą obecność szparagów Rommla na lądowiskach w Normandii oddalonych od siebie o około 23–30 metrów. Dowódca Alianckich Powietrznych Sił Ekspedycyjnych generał Trafford Leigh-Mallory przewidywał, że wojska powietrznodesantowe poniosą 70% strat, głównie przez drewniane pale. Powiadomił o tym Naczelnego Dowódcę Alianckich Ekspedycyjnych Sił Zbrojnych generała Dwighta Eisenhowera i zalecił anulowanie desantu na zachodnich plażach. Eisenhower po konsultacjach ze swoimi oficerami odpowiedzialnymi za lądowanie, odrzucił zalecenie Leigh-Mallory’ego bo oznaczałoby to odwołanie ataku na plażę Utah. Alianci zwrócili uwagę, że niemieccy planiści spodziewali się, że desanty z powietrza będą przeprowadzane stosunkowo daleko od plaż. W odpowiedzi plany inwazji skoncentrowały większość lądowań w pobliżu plaż, gdzie było mniej terenów obsadzonych szparagami Rommla.
Większość alianckich „spotkań” ze szparagami Rommla w Normandii była udziałem wojsk brytyjskich. Podczas operacji Tonga, szybowce Airspeed Horsa wylądowały wśród drewnianych pali i poniosły straty. Niektóre szybowce rozbiły się w pobliżu Sainte-Mère-Église, gdzie wylądowali także amerykańscy spadochroniarze. Tam, gdzie zostały napotkane, siły brytyjskie wysadziły pale dynamitem i oczyściły lądowiska dla jednostek wsparcia.
6 czerwca 1944 roku i później większość amerykańskiego desantu w Normandii wylądowało na obszarach, które nie były uzbrojone w szparagi Rommla, jednak zdarzały się i straty od tych zapór. Około 16–18 szybowców wylądowało w miejscu ze „szparagami”, a oddziały, które wyczołgały się z rozbitych szybowców, zostały natychmiast zaatakowane przez Niemców – z 250 żołnierzy przeżyło około 50–60.
Gdy wojska alianckie znalazły się na ziemi, niektóre jednostki niemieckie używały „szparagów” do obrony, ścinając je i wykorzystując pale do wzmocnienia improwizowanych pozycji. Sturmmann Karl Vasold z 12 Dywizji Pancernej SS „Hitlerjugend” wspominał, jak jego jednostka okopała się pod ostrzałem w rowie czołgowym i okopach na drodze z Buron do Villons-les-Buissons i użyła ściętych „szparagów” do osłony swoich pozycji i ochrony od ognia wroga.

### Południowa Francja
29 czerwca 1944 roku niemiecki generał piechoty Friedrich Wiese został mianowany dowódcą Lazurowego Wybrzeża, gdzie spodziewano się, że alianci dokonają inwazji na Francję Vichy. Wiese wydał rozkaz aby umieścić szparagi Rommla w winnicach i na polach od Nicei do Marsylii. 15 sierpnia alianccy spadochroniarze i szybowce z 1st Airborne Task Force generała Roberta T. Fredericka dokonali desantu w ramach operacji Dragoon. Jedna z jednostek wylądowała w Draguignan, 42 kilometry od wybrzeża. Niektóre szybowce zostały zniszczone przez „szparagi”, inne zostały zniszczone przez drzewa i szybowce lądujące jeden na drugim. Łącznie drewniane pale spowodowały około 300 ofiar w 1st Airborne Task Force.